# The Value of Mothers-in-Law
The Value of Mothers-in-Law è un cortometraggio muto del 1913. Il nome del regista non viene riportato nei credit.

## Trama
Il signor e la signora Newly Hitched litigano perché lei suscita la gelosia del marito portando l'anello di un altro uomo e lui conserva il ventaglio di un'altra donna. A casa dei Newly Hitched arrivano le rispettive madri e suocere, informate dai figli della loro diatriba. Ci penseranno le due signore a risolvere il pasticcio e a rimettere insieme i due "bambini" capricciosi.

## Produzione
Il film fu prodotto dalla Essanay Film Manufacturing Company.

## Distribuzione
Distribuito dalla General Film Company, il film - un cortometraggio di una bobina - uscì nelle sale cinematografiche USA il 4 giugno 1913.